# Västergadden, Raseborg
Västergadden är en ö i Finland. Den ligger i Finska viken och i kommunen Raseborg i den ekonomiska regionen  Raseborg i landskapet Nyland, i den södra delen av landet. Ön ligger omkring 87 kilometer sydväst om Helsingfors.
Öns area är 3,8 hektar och dess största längd är 350 meter i sydväst-nordöstlig riktning. Ön höjer sig omkring 15 meter över havsytan.